# Cythereis
Cythereis är ett släkte av kräftdjur som beskrevs av Jones 1849. Enligt Catalogue of Life ingår Cythereis i familjen Trachyleberididae, men enligt Dyntaxa är tillhörigheten istället familjen Hemicytheridae.
Kladogram enligt Catalogue of Life och Dyntaxa:
| Cythereis | \| \| Cythereis angulata \| \| \| \| \| \| Cythereis fidicula \| \| \| \| \| \| Cythereis finmarchica \| \| \| \| \| \| Cythereis glauca \| \| \| \| \| \| Cythereis navicula \| \| \| \| \| \| Cythereis ornatissima \| \| \| \| \| \| Cythereis phalaropi \| \| \| \| \| \| Cythereis procteri \| \| \| \| \| \| Cythereis tuberculata \| \| \| \| |
|           | \| \| Cythereis angulata \| \| \| \| \| \| Cythereis fidicula \| \| \| \| \| \| Cythereis finmarchica \| \| \| \| \| \| Cythereis glauca \| \| \| \| \| \| Cythereis navicula \| \| \| \| \| \| Cythereis ornatissima \| \| \| \| \| \| Cythereis phalaropi \| \| \| \| \| \| Cythereis procteri \| \| \| \| \| \| Cythereis tuberculata \| \| \| \| |
|           | Cythereis angulata |
|           | |
|           | Cythereis fidicula |
|           | |
|           | Cythereis finmarchica |
|           | |
|           | Cythereis glauca |
|           | |
|           | Cythereis navicula |
|           | |
|           | Cythereis ornatissima |
|           | |
|           | Cythereis phalaropi |
|           | |
|           | Cythereis procteri |
|           | |
|           | Cythereis tuberculata |
|           | |